# Cirrus uncinus

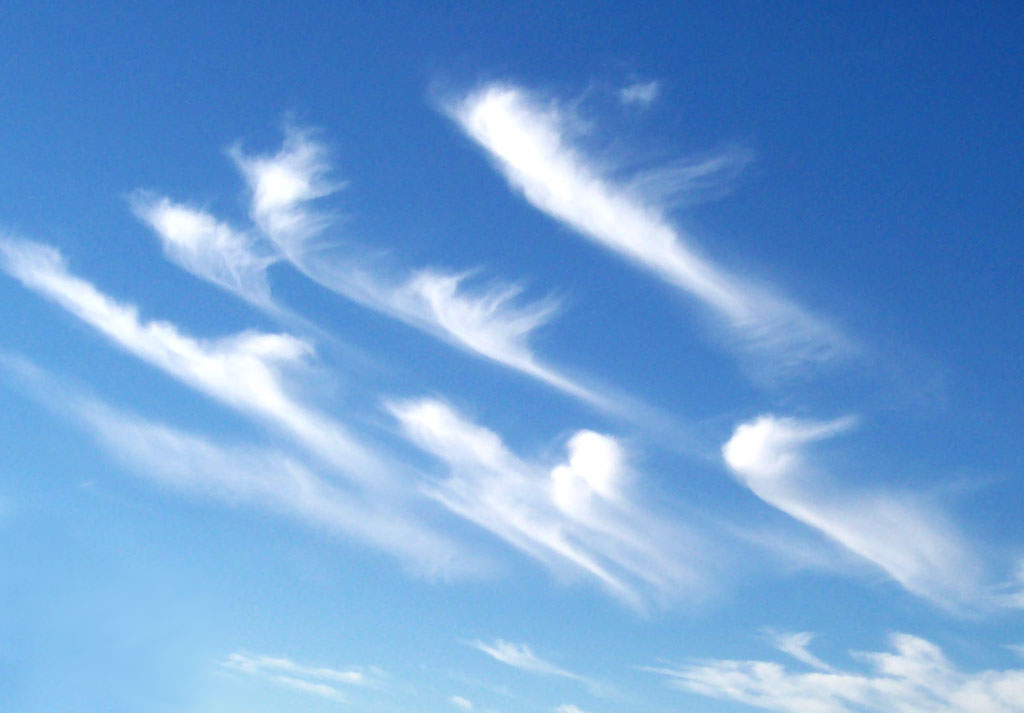
Cirrus uncinus

Cirrus uncinus (Ci unc) (łac. zakrzywiony, haczykowaty) – gatunek chmur Cirrus. Często określa się go mianem cirrus haczykowaty lub ogon klaczy.
Chmura pierzasta haczykowata (łac. Cirrus uncinus) widoczna jest jako włókno zakończone haczykiem lub kłaczkiem (w którego górnej części nie występuje wypukłość). Przypominający przecinek kształt haczykowaty chmury jest spowodowany różnymi prędkościami wiatru, który postrzępia jej czoło-wierzchołek. Dolna, mniej więcej pozioma część chmury jest spowodowana prądami ciepłego powietrza łagodnie wślizgującego się po chłodniejszej masie. Czoło takich chmur jest zwiastunem zbliżającego się frontu ciepłego, a więc często długotrwałych nieintensywnych opadów.